# Komorní orchestr Berg
Komorní orchestr Berg je české hudební těleso interpretující převážně soudobou vážnou hudbu a vážnou hudbu 20. století. Bylo založeno v roce 1995 dirigentem Peterem Vrábelem, který je dodnes jeho uměleckým vedoucím.

## Nahrávky
- Nuberg 2007
- Nuberg 2008
- Nuberg 2009